# ويليام ويلكينسون
ويليام ويلكينسون (بالإنجليزية: William Wilkinson)‏ (12 مارس 1881 في المملكة المتحدة - 4 يونيو 1961 في المملكة المتحدة) هو لاعب كركيت ولاعب كرة قدم بريطاني (وحمل سابقاً جنسية المملكة المتحدة لبريطانيا العظمى وأيرلندا) في مركز نصف الجناح. لعب مع بولتون واندررز وشيفيلد يونايتد ونادي مقاطعة يوركشاير للكريكت ‏.